# Harold Edwin Umbarger
Harold Edwin Umbarger (Shelby, Ohio, 17 de julho de 1921 — Carmel, Indiana, 15 de novembro de 1999) foi um bioquímico estadunidense.

## Prêmios e condecorações
- 1971 membro da Academia de Artes e Ciências dos Estados Unidos[2]
- 1975 Prêmio Rosenstiel, com Arthur Beck Pardee[3]
- 1976 membro da Academia Nacional de Ciências dos Estados Unidos